# Cheimerius nufar
Espèce
Statut de conservation UICN

 DD  : Données insuffisantes
Le Denté nufar (Cheimerius nufar) est une espèce de poissons marins de la famille des Sparidae.